# إيريخثيوس
إيريخثيوس (باليونانية: Ἐρεχθεύς) هو أحد ملوك أثينا في الميثولوجيا الاغريقية وباني مدينة بوليس، إرتبط إسمه أيضاً مع الإله بوسيدون بوسيدون إيريخثيوس ويعتبر يوريبيديس واحد من أكثر المؤرخين ألذين تكلموا عنه، كما تكلم عنه أيضاً هوميروس وبلوتارخوس.